# Министр жилищно-коммунального хозяйства, общин и местного самоуправления Великобритании
Министр жилищно-коммунального хозяйства, общин и местного самоуправления (англ. Secretary of State for Housing, Communities and Local Government, точный перевод Государственный секретарь жилищно-коммунального хозяйства, общин и местного самоуправления)— министр в правительстве Его Величества и министр кабинета, ответственный за общее руководство и стратегическое направление Министерства жилищно-коммунального хозяйства, общин и местного самоуправления (MHCLG). Отвечает за местное самоуправление в Англии.
Должностное лицо работает вместе с другими министрами в департаменте. Соответствующий теневой министр — Теневой министр жилищно-коммунального хозяйства, общин и местного самоуправления.
Майкл Гоув занимал должность с 25 октября 2022 года, ранее занимал должность с сентября 2021 по июль 2022 года при Борисе Джонсоне, а затем при Риши Сунаке с октября 2022 года по 5 июля 2024 года. Анджела Рэйнер была назначена на должность при сэре Кире Стармере 5 июля 2024 года.

## История
Департамент общин и местного самоуправления был создан в 2006 году тогдашним британским премьер-министром Тони Блэром для замены Офиса заместителя премьер-министра Джона Прескотта, который в 2002 году взял на себя портфели местного самоуправления и регионов от расформированного Департамента транспорта, местного самоуправления и регионов.
Премьер-министр Борис Джонсон переименовал должность в Государственный секретарь по вопросам выравнивания, жилья и общин и возложил на министра и департамент ответственность за выполнение обещания в манифесте Консервативной партии 2019 года по «выравниванию».
Департамент был переименован в Министерство жилищно-коммунального хозяйства, общин и местного самоуправления 8 июля 2024 года, отказавшись от термина «выравнивание».